# Togolandia francesa
Togolandia francesa, Togo francés o Togo Oriental (en francés: Togo français o Togoland oriental) fue un mandato colonial francés en África Occidental, que más tarde se convirtió en la República Togolesa.

## Mandato territorial

La Togolandia francesa en violeta pálido (la Togolandia británica en verde pálido).

El 26 de agosto de 1914 el protectorado alemán de Togolandia fue invadido por fuerzas francesas y británicas y cayó tras cinco días de breve resistencia. Togolandia fue dividida en dos zonas administrativas francesa y británica en 1916; después de la guerra Togolandia formalmente se convirtió en un mandato de la Sociedad de Naciones dividido por propósitos administrativos entre Francia y el Reino Unido.
Después de la II Guerra Mundial el mandato se convirtió en un territorio en fedeicomiso de las Naciones Unidas, todavía administrado por comisoniados franceses.
Por estatuto en 1955, la Togolandia francesa se convirtió en república autónoma dentro de la unión francesa, aunque mantuvo su estatus de fedeicomiso de la ONU. Una asamblea legislativa elegida por sufragio universal tenía considerable poder sobre los asuntos internos, con un cuerpo ejecutivo electo encabezado por un primer ministro responsable ante el legislativo. Estos cambios fueron incorporados en una constitución aprobada en un referéndum en 1956. El 10 de septiembre de 1956, Nicolas Grunitzky se convirtió en primer ministro de la República Autónoma de Togo. Sin embargo, debido a irregularidades en el plebiscito, fueron realizadas unas elecciones generales (sin supervisión) ganadas por Sylvanus Olympio. El 27 de abril de 1960, en una suave transición, Togo cortó sus lazos constitucionales con Francia, se desquitó del estatuto de fideicomiso de Naciones Unidas, y se convirtió en un país totalmente independiente con una constitución provisional con Olympio como presidente.